# Bruno Hübner (Fußballfunktionär)
Bruno Hübner (* 28. Januar 1961 in Mainz-Kastel) ist ein deutscher Sportfunktionär und ehemaliger Fußballspieler. Von 2011 bis Juni 2021 war er Sportdirektor bei Eintracht Frankfurt.

## Karriere

### Als Spieler
Hübner begann seine Spielerkarriere bei der damals noch unterklassigen FVgg. Kastel 06. 1981 wechselte er zum 1. FC Kaiserslautern in die Bundesliga. Für Kaiserslautern spielte er in fünf Jahren 76-mal in der Bundesliga, achtmal im UEFA-Pokal und dreimal im DFB-Pokal.
Sein Profi-Debüt gab Hübner am 8. August 1981, dem ersten Spieltag der Saison 1981/82, beim 2:2 gegen Eintracht Frankfurt. In seinem sechsten Einsatz erzielte er beim 4:0-Sieg über Arminia Bielefeld seinen ersten Treffer. Einer seiner Karrierehöhepunkte war sein Einsatz im Viertelfinal-Hinspiel des UEFA-Pokals 1981/82 gegen Real Madrid. War er im ersten Jahr noch Stammspieler mit 23 Spielen (drei Tore) und hatte Anteil daran, dass der FCK die Saison auf dem vierten Tabellenplatz beendete, so kam er in der Saison 1982/83 zu lediglich sechs Einsätzen, in denen er zwei Tore erzielte. In seiner erfolgreichsten Saison 1983/84 traf er in 20 Spielen zehnmal und auch in der folgenden Saison 1984/85 war er in 27 Partien viermal erfolgreich. Nachdem er in der Saison 1985/86 verletzungsbedingt zu keinem Einsatz gekommen war, beendete er 1986 mit 25 Jahren seine Profikarriere und wechselte zum SV Wehen in die Kreisklasse. Dort begleitete er den Aufstieg bis in die Landesliga. In der Landesliga wurde Hübner Torschützenkönig.

### Als Funktionär
Nach dem Ende seiner aktiven Laufbahn arbeitete Hübner beim SV Wehen unter anderem als Trainer und ehrenamtlicher Vizepräsident, bis er 2004 als neuer Manager des Regionalligisten vorgestellt wurde. Er kümmerte sich neben den sportlichen Dingen auch um die Sponsorensuche und die Verbesserung der Außendarstellung des Vereins. 2007 führte er Wehen erstmals in die 2. Bundesliga, noch vor Beginn der Saison 2007/08 musste er jedoch nach Differenzen mit dem Präsidium den Verein nach insgesamt 21 Jahren verlassen.
In der Winterpause der Saison 2007/08 wurde Hübner Sportdirektor beim damaligen Bundesligisten MSV Duisburg und stieg mit dem MSV in die 2. Liga ab. Nach dem Erreichen des Pokalfinales 2011 löste er im Mai 2011 seinen Vertrag in Duisburg auf, um in gleicher Funktion zu Eintracht Frankfurt, die zuvor aus der Bundesliga abgestiegen war, zu wechseln. In Frankfurt verhalf er dem Verein 2012 zum Bundesliga-Aufstieg und in der Folge zweimal zum Einzug ins Finale des DFB-Pokals, der 2018 von der Mannschaft gewonnen wurde. Darüber hinaus erzielte das Team unter Hübner dreimal die Qualifikation zur Europa League. Am 30. Juni 2021 verließ Hübner mit dem Auslaufen seines Vertrags die Eintracht, um sich seinem Privatleben zu widmen.

## Sonstiges
Während seiner Laufbahn als Amateurspieler arbeitete der gelernte Industriekaufmann zunächst 18 Jahre lang in dem vom SV-Wehen-Präsidenten Heinz Hankammer gegründeten Unternehmen Brita. Seine Söhne Christopher, Benjamin und Florian spielten oder spielen ebenfalls professionellen Fußball. Hübner lebt mit seiner Familie im hessischen Taunusstein.